# Hypotrachyna osseoalba
Hypotrachyna osseoalba är en lavart som först beskrevs av Vain., och fick sitt nu gällande namn av Y. S. Park & Hale. Hypotrachyna osseoalba ingår i släktet Hypotrachyna och familjen Parmeliaceae.   Inga underarter finns listade i Catalogue of Life.

## Källor

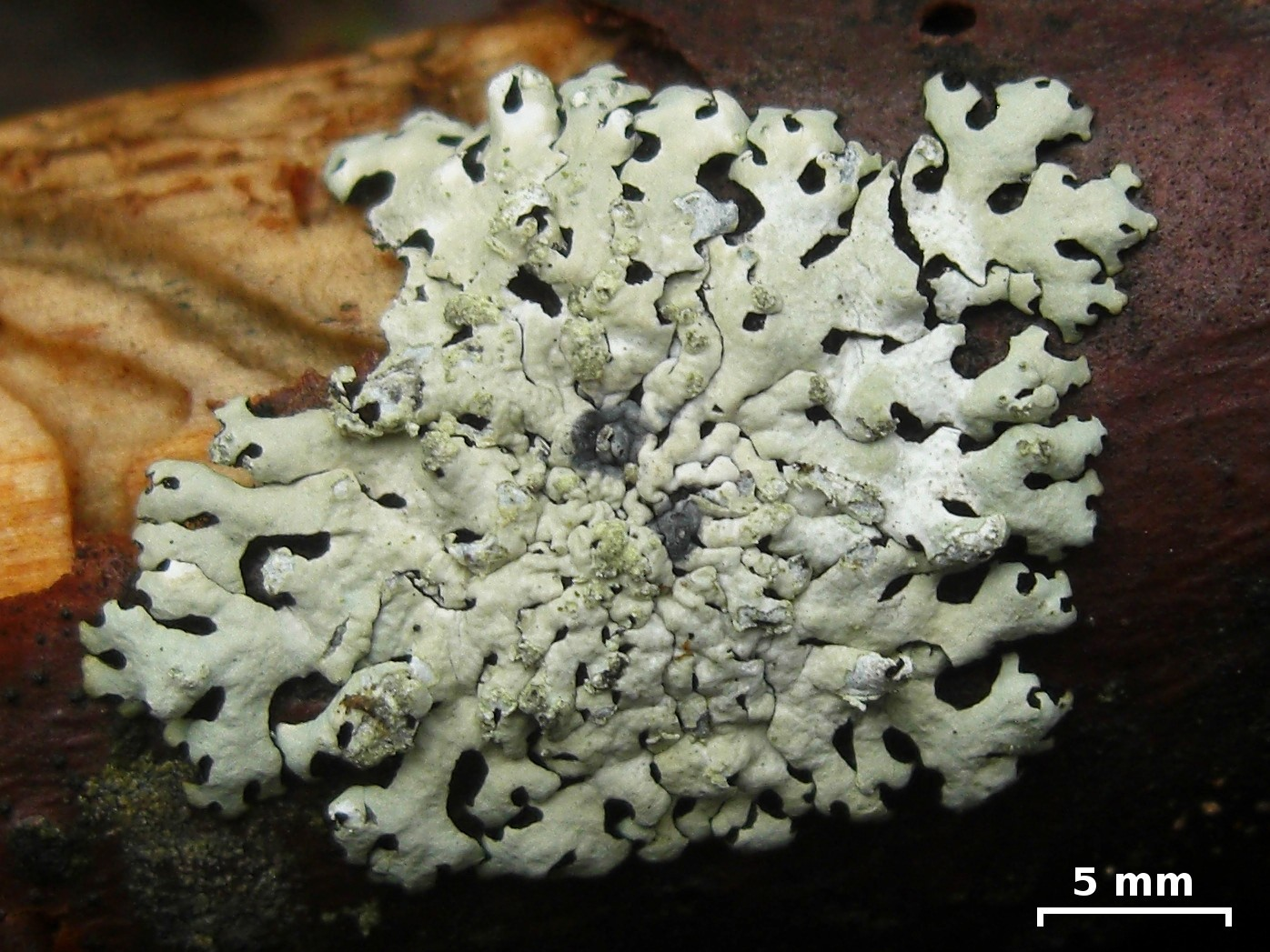